# Assurger anzac
Assurger anzac és una espècie de peix pertanyent a la família dels triquiúrids i l'única del gènere Assurger.
Menja peixos (com ara, Engraulis mordax i Merluccius productus davant les costes de Califòrnia) i calamars.
És un peix marí, probablement bentopelàgic (els joves són epipelàgics o mesopelàgics) i de clima tropical (37°N-37°S, 180°W-180°E) que viu entre 150 i 400 m de fondària.
Es troba a l'Atlàntic (Puerto Rico i l'Uruguai), l'Índic (l'oest d'Austràlia) i el Pacífic (Nova Guinea, el sud del Japó, Midway i Califòrnia).
És inofensiu per als humans.

## Descripció
- Pot arribar a fer 250 cm de llargària màxima (normalment, en fa 200).
- Cos molt allargat, comprimit, argentat i amb la membrana de l'aleta dorsal de color negre.
- La mandíbula inferior és més llarga que la superior.
- El perfil del cap és recte, o tot just convex, amb una cresta sagital molt elevada.
- 116-123 radis tous a l'aleta dorsal i 2 espines i 74-87 radis tous a l'anal.
- 125-129 vèrtebres.[3][8]